# Éric de Moulins-Beaufort
Éric Marie de Moulins d’Amieu de Beaufort (Landau, 30 de janeiro de 1962) é um clérigo católico romano francês, arcebispo da Arquidiocese de Reims.

## Vida
Éric de Moulins-Beaufort nasceu em 30 de janeiro de 1962 em Landau in der Pfalz, Alemanha. Descendente de família nobre, seu nome completo é Éric Marie de Moulins d'Amieu de Beaufort.
Completou seus estudos na Universidade de Economia Paris II, obtendo o diploma em economia, e no Instituto de Estudos Políticos de Paris, obtendo o diploma em ciências políticas. Entrou no seminário, frequentou o Institut d'Etudes Théologiques de Bruxelas, depois continuou seus estudos em Roma, obtendo a licenciatura em teologia. Completou seus estudos no Institut Catholique de Toulouse, obtendo o doutorado com a tese intitulada “L'esprit de l'homme” ou la présence de Dieu en l'homme: Anthropologie et mystique selon Henri de Lubac".
Foi ordenado sacerdote em 29 de junho de 1991, pelo Cardeal Lustiger. Após isso, ocupou os seguintes cargos: professor e diretor do Seminário de Paris; capelão do Collège Montaigne e depois do Collège Louis Le Grand (1992-1995); responsável pelos seminaristas da Maison Saint-Roch (1997-2000); pároco de Saint-Paul-Saint-Louis (2000-2005). Desde 1998 era professor na Faculdade Notre-Dame da École Cathédrale; desde 2005 secretário particular do Cardeal Arcebispo de Paris; e desde 2007 cônego honorário do Capítulo da Catedral.
O Papa Bento XVI o nomeou bispo auxiliar de Paris e bispo titular de Cresima em 21 de maio de 2008. Moulins-Beaufort recebeu sua consagração episcopal em 5 de setembro do mesmo ano, de André Vingt-Trois, arcebispo de Paris, na Catedral de Notre-Dame de Paris; os co-consagradores foram o Bispo de Versalhes, Éric Aumonier, o Bispo de Saint-Denis, Olivier de Berranger, IdP, o Bispo de Pontoise, Jean-Yves Riocreux, bem como o Arcebispo de Rennes, Pierre d'Ornellas.
Em 2013, tornou-se chefe da comissão doutrinária da Conferência Episcopal da França (CEF). Também serviu como membro do Conselho de Administração da Associação Internacional Cardeal Henri de Lubac, do conselho editorial da revista Communio e do conselho editorial da Nouvelle Revue Théologique.
O Papa Francisco o nomeou em 18 de agosto de 2018 como Arcebispo de Reims. Foi empossado em 28 de outubro, na Catedral de Reims.
Em 14 de março de 2019, participou das cerimônias de inauguração da Grande Mesquita de Reims. Quando criticado por acolher o crescimento do Islã na França, ele escreveu: "Gostaria que os homens católicos preocupados com a presença do Islã em nosso país fossem tão devotados à missa ou à adoração eucarística quanto os homens que vi na mesquita na quinta-feira à noite na hora da oração”.
Mons. Moulins-Beaufort foi eleito presidente da Conferência Episcopal da França em 3 de abril de 2019. Foi reeleito para mais um mandato de três anos em abril de 2022. Por essa posição, também é presidente do Conselho Permanente da Conferência dos Bispos da França; presidente da associação Crenças e liberdades; presidente do Conselho de Assuntos Institucionais; co-presidente do Conselho de Igrejas Cristãs na França (CECEF); membro do Conferência dos Responsáveis do Culto na França (CRCF); e membro do fórum de diálogo entre a Santa Sé - Igreja Católica na França e o governo francês.

## Abuso Sexual na Igreja
Em 6 de outubro de 2021, após a publicação do relatório Sauvé - sobre agressões sexuais a menores na Igreja na França desde a década de 1950 - o arcebispo opôs-se publicamente à sugestão levantada quanto a obrigatoriedade de denunciar violência sexual, acreditando que "o sigilo da confissão é mais forte que as leis da República". A posição do presidente da CEF provocou polêmica e a oposição de vários representantes políticos.
Foi então convidado por Gérald Darmanin, Ministro do Interior e dos Assuntos Religiosos, a pedido de Emmanuel Macron, "para que as coisas fiquem claras" para uma reunião a 12 de outubro de 2021.
Em 6 de dezembro de 2021, Mons. de Moulins-Beaufort recebeu a Legião de Honra de Gérald Darmanin. O ministro saudou “a coragem e determinação” de Éric de Moulins-Beaufort, um homem “de convicção e diálogo”, “diante das dificuldades encontradas pela Igreja em relação a atos de pedofilia”.
Em novembro de 2022, durante o encontro da CEF, marcada pela questão dos abusos sexuais na Igreja, um ano após o relatório Sauvé e a revelação do abuso sexual do bispo Michel Santier, Éric de Moulins-Beaufort anunciou que os casos de dez bispos e ex-bispos denunciados por abuso estavam na justiça civil ou na justiça da Igreja. Ele citou notavelmente o cardeal Jean-Pierre Ricard, que acabara de confessar o abuso de uma menor de 14 anos quando era pároco em Marselha, 35 anos antes. Eric de Moulins- Beaufort fez um apelo: a todos aqueles que “entre nós (...) deveriam ser considerados culpados de atos deste tipo e torná-los conhecidos”. Após isso, mais um alto hierarca disse querere “contribuir para o processo da verdade” e “assumir” a sua “responsabilidade”, confessando ter praticado gestos inadequados para com uma jovem adulta no final dos anos 1980.